# یونس‌اوغلو (یورغیر)
یونس‌اوغلو (به ترکی استانبولی: Yunusoğlu) یک منطقهٔ مسکونی در ترکیه است که در یورغیر واقع شده‌است.